# الحكم المستنصر بالله
الحكم المستنصر بالله (302 - 366 هـ / 915 - 976 م) تاسع أمراء الدولة الأموية في الأندلس وثاني خلفاء الأندلس بعد أبيه عبد الرحمن الناصر لدين الله الذي أعلن الخلافة في الأندلس عام 316 هـ. كان عصره امتدادًا لفترة زهوة الدولة الأموية في الأندلس الذي بدأ في عهد أبيه. وقد اشتهر الحكم بعشقه للعلم واقتناء الكتب، حتى عجت مكتبته بنحو أربعمائة ألف مجلد، بذل جهدًا في جمعها من مختلف الأقطار.

## نشأته
ولد الحكم بن عبد الرحمن في 24 جمادى الأولى وقيل غرة رجب 302 هـ في قرطبة، وأمه أم ولد تدعى مرجان. استمر عهد أبيه الناصر لدين الله خمسين عامًا، حتى إن أباه كان يداعبه قائلاً: «لقد طوّلنا عليك يا أبا العاصي.» وقد أوكل إليه أبوه العديد من المهام في حياته، أنضجته قبل أن يتولى الخلافة. بعد وفاة أبيه، تولى الحكم الخلافة بعهد من أبيه، وبويع في اليوم التالي لوفاة أبيه في 3 رمضان 350 هـ، واتخذ لقب المستنصر بالله.

## أحداث عهده

### غزوات النورمان
في عام عام 355 هـ، هاجم 25 مركب للنورمان غرب الأندلس قرب أشبونة، حيث دارت معركة بينهم وجند المسلمين خسر فيها الطرفين العديد من القتلى، كما أمر الحكم أسطول المسلمين بالتحرك من إشبيلية لمهاجمة سفن النورمان واستطاعوا إغراق عدد منها في وادي شلب، فانصرفت بعد ذلك سفن النورمان. وفي رمضان من العام نفسه عاود النورمان هجومهم على غرب الأندلس، فأمر الحكم بأن يجتمع السطول من ألمرية وإشبيلية والتحرك لغرب الأندلس لقتال النورمان.

### العلاقات مع المغرب
في عام 351 هـ، وفد أبو صالح زمّور البرغواطي بكتاب من أبي منصور عيسى بن أبي الأنصار ملك برغواطة على بلاط الحكم المستنصر بالله. وفي محرم عام 360 هـ، وفدت رسل الأدارسة تطلب المدد بالرماة لقتال الفاطميين في المغرب، فأجابهم لذلك. وفي 12 رمضان 360 هـ، جاء الحكم خبر مقتل زيري بن مناد الصنهاجي حليف المعز لدين الله الفاطمي على يد حلفاؤه بنو حمدون، ثم أرسل بنو حمدون رأس زيري إلى الحكم فوصل قرطبة في ذي القعدة 360 هـ.
وفي عام 361 هـ، نقض الحسن بن كنون عهده مع الحكم، فأرسل الحكم قائده محمد بن قاسم لقتاله، فنزل سبتة في شوال، وأعد جيشه، ثم افتتح قائد الأسطول عبد الله بن رماحس طنجة في ذي القعدة، ففر منها الحسن بن قنون وطارده ابن قاسم حتى تحصّن ابن قنون بالجبال، ودارت بينهما المعارك من حين إلى آخر، حتى قُتل ابن قاسم في 7 ربيع الأول 362 هـ. حينئذ، استدعى الحكم قائده غالب الناصري لقتال ابن قنون ثم ألحق به يحيى بن محمد التجيبي، فظلاّ يضيقان على ابن قنون حتى أجبراه على الدخول في طاعة الحكم، وقدما به إلى قرطبة في محرم 364 هـ.

### العلاقة مع الممالك المسيحية
في بداية عهده، نكث سانشو البدين العهد الذي كان بينه وبين عبد الرحمن الناصر الذي كان يتضمن أن يعاون الناصر سانشو على استرداد ملكه من أردونيو الرابع في نظير هدم بعض الحصون المسيحية على الحدود وتسليم بعضها الآخر للمسلمين. كما استقل الكونت فرنان غونثالث بقشتالة التي تقع غرب الثغر الأعلى وشمال الثغر الأوسط عن مملكة ليون وبدأ في الإغارة على أراض	المسلمين.
كما لجأ إليه أردونيو الرابع لاستعادة ملكه في آخر صفر 351 هـ واعدًا الحكم بأن يقاطع صهره فرنان كونت قشتالة، ويقدم ابنه غرسية رهينة الوفاء بعهده، فوافق الحكم ووعده بمعاونته. لذا فقد خشي الملوك المسيحيون من استعدادات المسلمين، فتحالف سانشو الأول ملك ليون مع فرنان كونت قشتالة وغارسيا سانشيز الأول ملك نافارا وبورل الثاني كونت برشلونة لقتال المسلمين. فخرج الحكم في صيف 352 هـ، فحاصر قلعة شنت إشتيبن في قشتالة وأسقطها. وفشل الكونت فرنان في مواجهتهم فطلب الصلح ثم نكث به فهاجم المسلمون بلدة أنتيسة.
وخلال عامي 352-353 هـ، أرسل الحكم جيش آخر لمهاجمة نافارا بقيادة يحيى بن محمد التجيبي حاكم سرقسطة، فهزم جيشي غارسيا سانشيز الأول ملك نافارا وسانشو الأول ملك ليون، كما سار جيش آخر بقيادة قائده غالب الناصري لمهاجمة قلهرة فاستولى عليها، واستولى حاكم وشقة على بعض حصون نافارا الجنوبية. وفي عام 357 هـ، أغزى قائداه غالب الناصري وسعيد بن الحكم الجعفري إلى الشمال فغنما منه وعادا.

### العلاقات الدبلوماسية
بعد فشل تحالف الملوك المسيحيين في مقارعة قوات المسلمين في بداية حكم الحكم المستنصر بالله، بدأ هؤلاء الملوك يسعون للمصالحة كل على حدة. كان أولهم سانشو غارسيا الأول ملك نافارا الذي أرسل رسله في طلب الصلح عام 355 هـ، فأجابهم الحكم إلى ذلك. تلى ذلك سفارة من قبل بورل الثاني كونت برشلونة في شعبان 360 هـ، التي قدمت ومعها 30 من أسرى المسلمين لديهم كبادرة للتصالح. وفي ذي الحجة 360 هـ، وفدت على بلاط الحكم إلبيرا راميريز عمة الملك راميرو الثالث ملك ليون والوصية على عرشه بعد وفاة أبيه سانشو البدين طلبًا للصلح. إضافة إلى سفارات أخرى من كونت قشتالة وكونت شلمنقة. كما وردت عليه سفارة مودة من قبل يوحنا زيمسكي قيصر بيزنطة في جمادى الأولى 361 هـ، وأخرى من قبل أوتو الثاني إمبراطور الألمان في أواخر 363 هـ.

## وفاته وأولاده

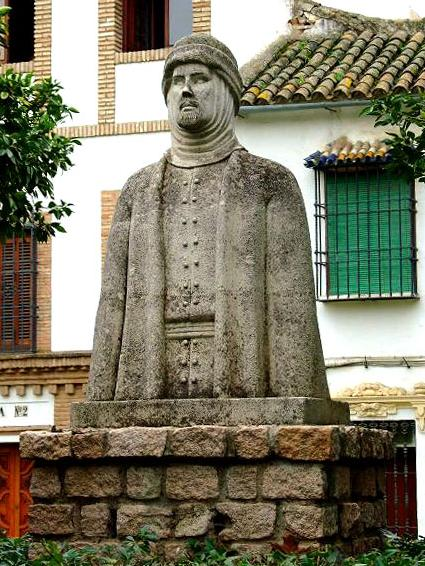
نصب تذكاري في قرطبة للحكم المستنصر بالله، تم تدشينه في أكتوبر 1976

في ربيع الأول 364 هـ، اعتلت صحة الحكم واحتجب حتى نهاية ربيع الآخر، فأعتق مائة عبد، ثم أسقط سدس المغارم على رعاياه في الأندلس حمدًا لله على انتهاء مرضه، وأمر بأن تؤخذ البيعة لولده هشام فأخذت في القصر في غرة جمادى الآخرة 365 هـ. إلا أنه علّته تواصلت حتى توفي في 3 صفر 366 هـ، ولم يعقب من الأبناء سوى عبد الرحمن الذي مات طفلاً وهشام ولي عهد أبيه.

## أعماله

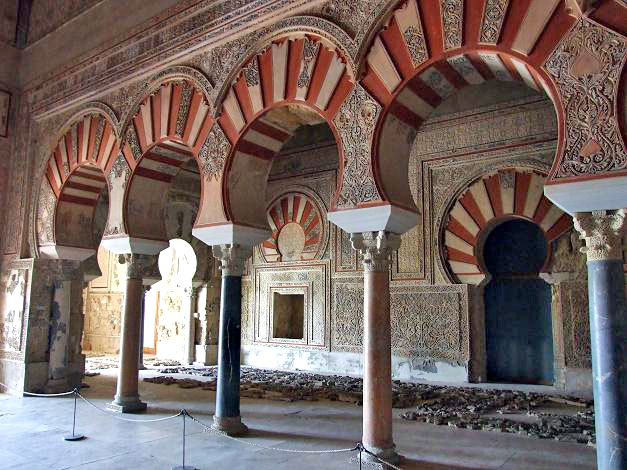
من أطلال مدينة الزهراء التي أسسها عبد الرحمن الناصر لدين الله، وتمّ بناؤها في عهد الحكم المستنصر بالله.

كان أول أمر بدأ به الحكم خلافته هو توسعة المسجد الجامع، الذي أوكله لحاجبه جعفر بن عبد الرحمن المصحفي، وأضاف إليه محرابًا ثالثًا تم بناؤه في جمادى الآخرة عام 354 هـ والذي زينه بالفسيفساء التي بعثها له الإمبراطور البيزنطي رومانوس الثاني، كما أمر في محرم عام 355 هـ بأضافة مقصورة خشبية منقوشة الظاهر والباطن إلى جوار المحراب، وقد أنفق على عمارة المسجد 261,537 دينار. وفي عام 356 هـ، أجرى الماء من جبل قرطبة إلى ميضئتي المسجد الشرقية والغربية. كما ابتنى بجوار المسجد دار لتفريق الصدقات، واتخذ المودبين لتعليم أولاد الضعفاء والمساكين القرآن حول المسجد وفي أرباض المدينة حتى بلغت 27 مكتبًا منها ثلاثة بالمسجد، وابتنى دار أخرى للوعاظ وعمال المسجد. وفي عام 360 هـ، أمر ببناء منبر من خشب الصندل الأحمر والأصفر والأبنوس والعاج والعود الهندي، تم الانتهاء منه عام 365 هـ، وتكلّف 35,705 دينار.
وقد شهد عهد الحكم أيضًا استكمال بناء مدينة الزهراء التي ابتدأ بنائها أبيه وتولى الحكم بنفسه الإشراف على بنائها في عهد أبيه، إلى أن تمت في عهده عام 365 هـ. كما أمر الحكم في عام 361 هـ بإصلاح قنطرة قرطبة بعد أن دبّ فيها الوهن، وأشرف على ذلك بنفسه. وفي عام 355 هـ، بعد أن انهزمت غزوة النورمان على غرب الأندلس، أمر الحكم ابن فُطيس ببناء أسطول على هيئة سفن النورمان في قرطبة. وقد بلغ اهتمام الحكم بأساطيله أن بلغت سفن الأندلس في القاعدة الرئيسية بألمرية 300 سفينة.
شهد عهد الحكم أيضًا نهضة في التعليم العام، جعلت أبناء عوام الشعب يجيدون القراءة والكتابة في الوقت الذي كان فيه علية القوم في أوروبا لا يستطيعون ذلك. كما غدا المسجد الجامع جامعة بمفهوم العصر الحديث تدرّس في حلقاته مختلف العلوم. وقد أغدق الحكم عطاياه على العلماء في عصره سواء كانوا من المسلمين أو غيرهم. وعن عصره قال المؤرخ الإسباني رامون مننديث بيدال: «وصلت الخلافة الأندلسية في ذلك العصر إلى أوج روعتها، وبسطت سيادتها السلمية على سائر إسبانيا، وكفلت بذلك السكينة العامة.»

## صفته وشخصيته

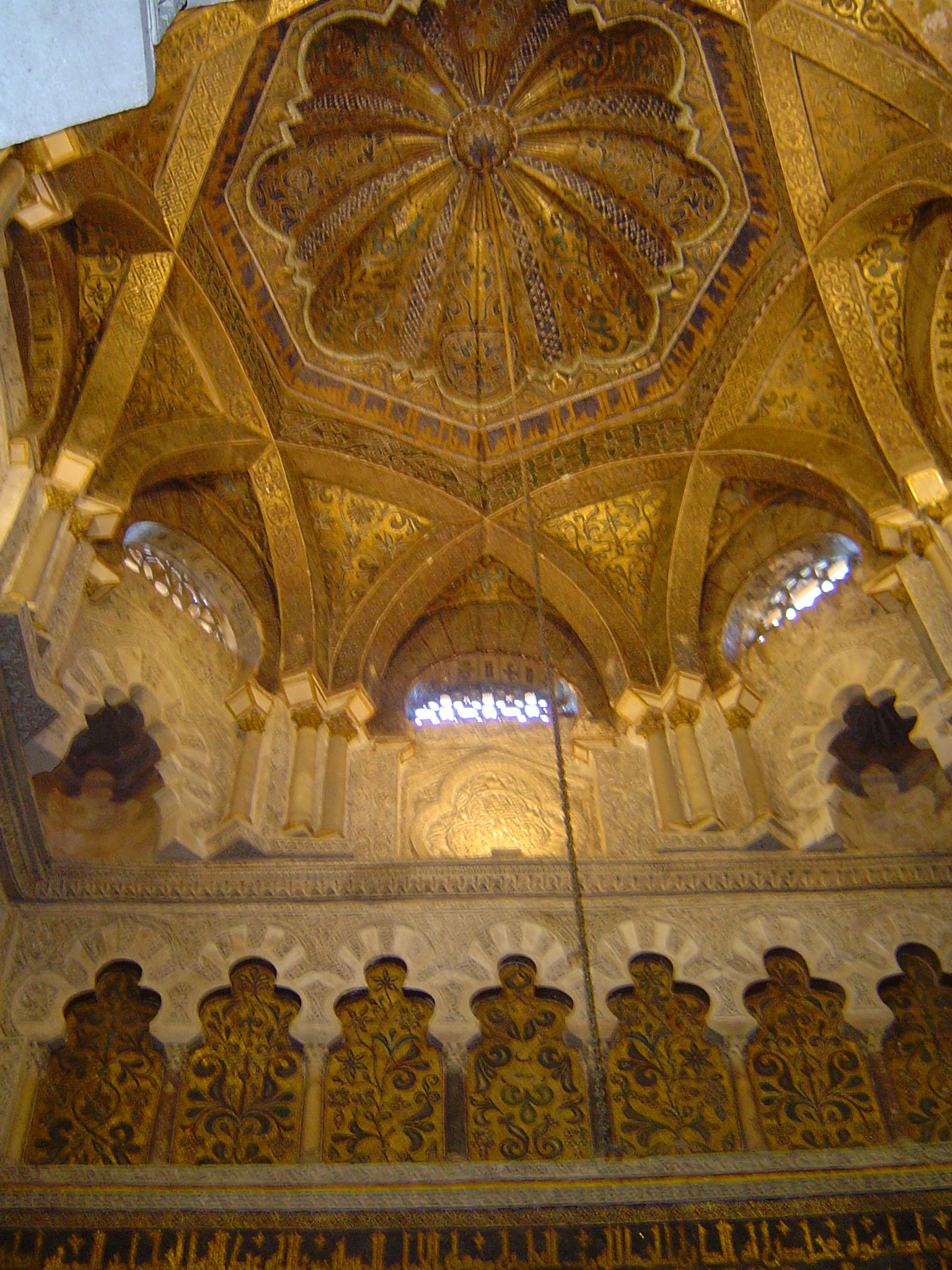
قبة المحراب الذي أضافه الحكم المستنصر بالله لجامع قرطبة.

ذكر ابن عذاري أنه كان «أبيض مشربًا بحمرة، أعين، أقنى، جهير الصوت، قصير الساقين، ضخم الجسم، غليظ العنق، عظيم السواعد، أفقم.» ونقش خاتمه: «الحكم بقضاء الله راض.» كما وصفه ابن الأبار القضاعي بأنه: «كان حسن السيرة فاضلاً عادلاً.»
وقد كان الحكم رفيقًا برعيته، ففي عام 353 هـ، وقعت مجاعة في قرطبة فتكفّل الحكم بإطعام الفقراء والمعوزين. كان الحكم محبًا للعلم، ضليعًا في معرفة الأنساب، وملأ الأندلس بجميع كتب العلوم، حتى أن خرانة كتبه كان لها 44 فهرس كل منها يحتوي على 50 ورقة لا تحتوي سوى على أسماء الكتب التي بالخزانة، وقلّما خلا كتاب في مكتبته إلا وعليه تعليق بخط يده، وكانت هذه التعليقات موضع تقدير واستفادة من العلماء الذين عاصروه وأتوا بعده، فاعترفوا له بالعلم وسعة الاطلاع. وقد بذل الحكم الكثير من الأموال لاقتناء تلك الكتب التي كان يبعث رسله للبلدان لجلبها. ولما ضاقت مساحات القصر عن استيعاب العدد العظيم من الكتب الواردة إليها باستمرار، أنشأ الحكم على مقربة من القصر مكتبة قرطبة، التي وصلت محتوياتها إلى 400 ألف مجلد، وبلغ اهتمامه بفريد الكتب أنه بعث لأبي الفرج الأصفهاني بألف دينار، ليحصل على نسخة من كتاب الأغاني قبل أن يشيع في العراق.
اهتم الحكم أيضًا بالعلوم الدينية، فكان يستجلب العلماء ورواة الحديث من الأقطار، وكان يحضر مجالسهم ويروي عنهم. بل وأمر في عهده بقطع الخمر من الأندلس وأمر بإراقتها وتشدد في ذلك، وشاور في استئصال شجرة العنب من جميع أعماله، فقيل له إنهم يعملونها من التين وغيره، فتوقف عن ذلك. كما كان الحكم يهتم بصون رعيته، ففي 25 جمادى الأول 361 هـ، أصدر الحكم أمرًا بمطاردة الشعراء الهجائيين والقبض عليهم؛ صونًا لأعراض الناس من ألسنتهم، فأمسكوا جملة منهم من بينهم يوسف بن هارون البطليوسي وزجهم في السجن، إلا أنه رقّ لحالهم وأطلقهم في أواخر شعبان من العام نفسه.
كما كان الحكم أديبًا له كتب منها كتابه "أنساب الطالبيين والعلويين القادمين إلى المغرب"، كتب أخرى جمعت أخبار شعراء الأندلس. أيضًا كان الحكم شاعرًا له أبيات مشهورة منها البيتين الذي قالهما في زوجته أم هشام صبح البشكنسية، وهو منصرف إلى إحدى غزواته:
وقال أيضًا: